# Лаукканен, Йенна
Йе́нна Ла́укканен (фин. Jenna Laukkanen; род. 2 марта 1995, Кухмо, Финляндия) — финская пловчиха; член сборной Финляндии на летних Олимпийских играх 2012 и 2016 года.
Представляет Swimming Club Vuokattia, тренируясь у Тони Пийрайнена.